# Hayford (cráter)

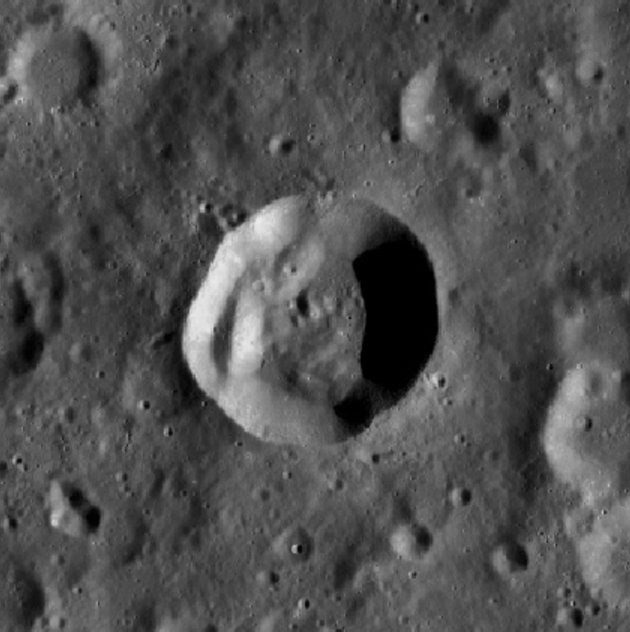
Fotografía de la misión
Lunar Reconnaissance Orbiter

Hayford es un cráter de impacto situad en la cara oculta de la Luna. Es un elemento relativamente aislado, con el cráter principal más cercano (Krasovskiy), a unos 300 kilómetros hacia el sur. Hayford tiene un borde bien definido que no presenta un grado de erosión significativo. Las paredes internas se inclinan directamente hacia la plataforma central, con pocos desprendimientos o formación de terrazas. El suelo interior carece relativamente de rasgos distintivos.
|  |

## Cráteres satélite
Por convención estos elementos se identifican en los mapas lunares colocando la letra en el lado del punto medio del cráter que está más cercano a Hayford.
|         | \| Hayford \| Coordenadas \| Diámetro \| \| ------- \| ------------------------------- \| -------- \| \| E \| 13°30′N 172°06′O / 13.5, -172.1 \| 21 km \| \| K \| 9°36′N 174°12′O / 9.6, -174.2 \| 26 km \| \| L \| 8°12′N 175°54′O / 8.2, -175.9 \| 16 km \| \| P \| 11°06′N 177°36′O / 11.1, -177.6 \| 21 km \| \| T \| 13°18′N 179°30′E / 13.3, 179.5 \| 31 km \| \| U \| 14°00′N 179°54′E / 14.0, 179.9 \| 21 km \| |          |
| Hayford | Coordenadas | Diámetro |
| E       | 13°30′N 172°06′O / 13.5, -172.1 | 21 km    |
| K       | 9°36′N 174°12′O / 9.6, -174.2 | 26 km    |
| L       | 8°12′N 175°54′O / 8.2, -175.9 | 16 km    |
| P       | 11°06′N 177°36′O / 11.1, -177.6 | 21 km    |
| T       | 13°18′N 179°30′E / 13.3, 179.5 | 31 km    |
| U       | 14°00′N 179°54′E / 14.0, 179.9 | 21 km    |